# クラス・オブ・1999
『クラス・オブ・1999』（原題：Class of 1999）は、1990年制作のアメリカ合衆国のアクション映画。
『処刑教室』の続編的作品で、SFアクションタッチで製作されている。監督は前作と同じマーク・L・レスター。
日本でのビデオタイトルは『クラス・オブ・1999/処刑教室2』。

## あらすじ
1999年のシアトル。無法地帯と化したケネディ高校に、パンク・グループのブラックハーツ団を率いるコディが舞い戻ってきた事で、たちまち学園内に抗争の嵐が吹き荒れる。
ラングフォード校長は教育委員長でロボット工学者でもあるフォレスト博士の提案に従って、学内の治安を取り戻すべく、アンドロイド教師の導入を決定、アンドロイド教師たちは過激な暴力で生徒らを鎮圧していく。
さらにフォレストとアンドロイド教師たちは、ブラックハーツ団を対立するレザーヘッド団と闘うように仕向けて共倒れさせようと画策する。
コディたちはその企みに気づき、生き残った両団のメンバーと協力して、アンドロイド教師たちとの対決に臨む。

## キャスト
| 役名           | 俳優                       | 日本語吹替 | 日本語吹替   |
| 役名           | 俳優                       | ソフト版   | テレビ朝日版 |
| -------------- | -------------------------- | ---------- | ------------ |
| コディ         | ブラッドリー・グレッグ     | 井上和彦   | 堀内賢雄     |
| クリスティ     | トレイシー・リン           | 玉川砂記子 | 渕崎ゆり子   |
| ラングフォード | マルコム・マクダウェル     | 江角英明   | 堀勝之祐     |
| フォレスト     | ステイシー・キーチ         | 吉水慶     | 石田太郎     |
| ブライルズ     | パトリック・キルパトリック | 谷口節     | 若本規夫     |
| コナーズ       | パム・グリア               | 一城みゆ希 | 吉田理保子   |
| ハーディン     | ジョン・P・ライアン        | 仁内建之   | 有川博       |
| ソニー         | ダーレン・E・バロウズ      | 速水奨     | 石田彰       |
| エンジェル     | ジョシュア・ミラー         | 石田彰     | 深見梨加     |
| ヘクター       | ジミー・メディナ・タガート | 二又一成   | 堀秀行       |

ソフト版その他：松本梨香、小形満、高宮俊介、平井誠一、森一、秋元羊介、中野聖子、茶風林、中博史、亀井芳子
・テレビ朝日版：初回放送1992年9月6日『日曜洋画劇場』
テレビ朝日版その他：子安武人、坂本千夏、森川智之、桜井敏治、星野充昭、山崎たくみ、千葉一伸、さとうあい、稲葉実、荒川太郎、中田和宏